# Märggnagbi
Märggnagbi (Hoplitis claviventris) är en biart som först beskrevs av Thomson 1872. Den ingår i släktet gnagbin och familjen buksamlarbin.

## Underarter
Arten delas in i följande underarter:
- H. c. claviventris
- H. c. columba

## Beskrivning
Märggnagbiet är övervägande svart med ljusa fötter. Honan har dock vita hårband längs tergiternas bakkanter. Honan är 8 till 10 mm lång, hanen 8 till 9 mm.

## Utbredning
Utbredningsområdet omfattar stora delar av Europa, från Brittiska öarna i väster till Grekland och Ryssland i öster, samt från Sverige och Finland i norr till Iberiska halvön, Korsika och Sardinien i söder. I Sverige förekommer arten i hela Götaland och Svealand, samt glesare längs Norrlandskusten, medan den i Finland finns i södra halvan av landet, med en tonvikt på sydkusten och de östliga delarna. I båda länderna är den klassificerad som livskraftig ("LC").

## Ekologi
Märggnagbiet förekommer i många olika habitat, som glesa lövskogar, gräsmarker (gärna på kalkgrund), hedmark och kustområden.
Arten är polylektisk, den flyger till blommande växter från många olika familjer, som strävbladiga växter (blåeld), ärtväxter (käringtand, vitklöver och gul sötväppling), korgblommiga växter (rödklint), rosväxter, clusiaväxter samt fetbladsväxter. Arten är aktiv från slutet av maj till augusti/september.

### Fortplantning
Arten är solitär, honan svarar ensam för omsorgen om avkomman. Hon kan gräva ut märgen i döda kvistar, för att bygga sina bon i utrymmet, men larvbona kan också konstrueras i murket trä, utrymmen i marken, övergivna galler från fritflugor med mera. Larvcellerna ligger på rad i boet, åtskilda av mellanväggar av tuggade blad. Larven övervintrar som vilolarv i den färdigspunnena kokongen; själva förpuppningen sker till våren. Bona kan parasiteras av boparasiterna prickpansarbi och Stelis minuta.